# Jožef Žorž
Jožef Žorž, duhovnik, kulturni delavec, * 19. oktober 1915, Dornberk, † 1997.

## Življenje in delo
Jožef Žorž se je rodil v Dornberku, oče je bil tudi Jože, vinogradnik in kmet, mati Antonija (rojena Rijavec). Osnovno šolo je obiskoval v rodnem Dornberku, gimnazijo pa v  Malem semenišču v Gorici, nato je študiral bogoslovje v Gorici in bil tam posvečen 11. junija 1938. Najprej so ga poslali za kaplana v Komen (saj ima tam župnija štiri velike podružnice), kjer je tudi vodil cerkveni pevski zbor. Nato je 5. junija 1941 postal najprej župnijski upravitelj v Mirniku, a že 21. julija istega leta župnik. Težave je imel z italijansko politično oblastjo, saj se ni strinjala, da bi bilo duhovniško pastirsko delo v vseh treh cerkvah še naprej v slovenščini. Med vojno je marsikomu rešil življenje, po vojni pa se je trudil, da bi se v Mirniku nadaljevalo slovensko bogoslužje in petje ter da bi tudi obstala slovenska šola. V Mirniku in Skriljevem je tudi obnovil cerkvi, ki sta bili med vojno poškodovani. Junija leta 1952 je postal župnik v Mavhinjah in Sesljanu, kjer je tudi obnovil cerkvi, nato je bil od 1. maja 1960 župnik in dekan v Štandrežu pri Gorici. Tudi tu je kmalu začel obnovitvena dela v cerkvi, leta 1963 je povabil slikarja Toneta Kralja, ki je cerkev umetniško poslikal. Ko je zaključil delo pri cerkvi, je Jožef Žorž zacel zelo zavzeto premišljevati, da bi lahko zgradili tudi župnijšče in prosvetni dom, saj je bil sam velik ljubitelj gledališča. Uspelo mu je, da so prosvetni dom zgradili v letu dni, nekaj stavbnega zemljišča je bilo v lasti štandreške cerkve, približno tisoč kvadratnih metrov pa si je izboril pri goriški občini. Slovesno so prosvetni dom otvorili 18. julija 1965, najprej se je imenoval po sv. Andreju (cerkvenem zavetniku), kasneje so ga preimenovali po Antonu Gregorčiču. Kasneje je dal Žorž leta 1968 na desni strani  Doma urediti tudi moderno športno igrišče za športne in telovadne igre ter tekme.
Jožef Žorž je zelo spodbujal mladino, da bi postali skavti, v Štandrežu je ustanovil skupino "panterjev", več let je bil tudi duhovni asistent Slovenskih goriških skavtov - SGS (zdaj združeni v SZSO). V Prosvetnem društvu Štandrež je vodil tudi dramsko skupino in je režiral več igric.
Jožef Žorž je bil tudi publicist, saj je napisal več brošur in člankov o delovanju kulturnega društva, bodisi za Katoliški glas kot za Koledar Goriške Mohorjeve družbe.